# Wesselburenerkoog
Wesselburenerkoog ist eine Gemeinde im Kreis Dithmarschen in Schleswig-Holstein. Seehof liegt im Gemeindegebiet.

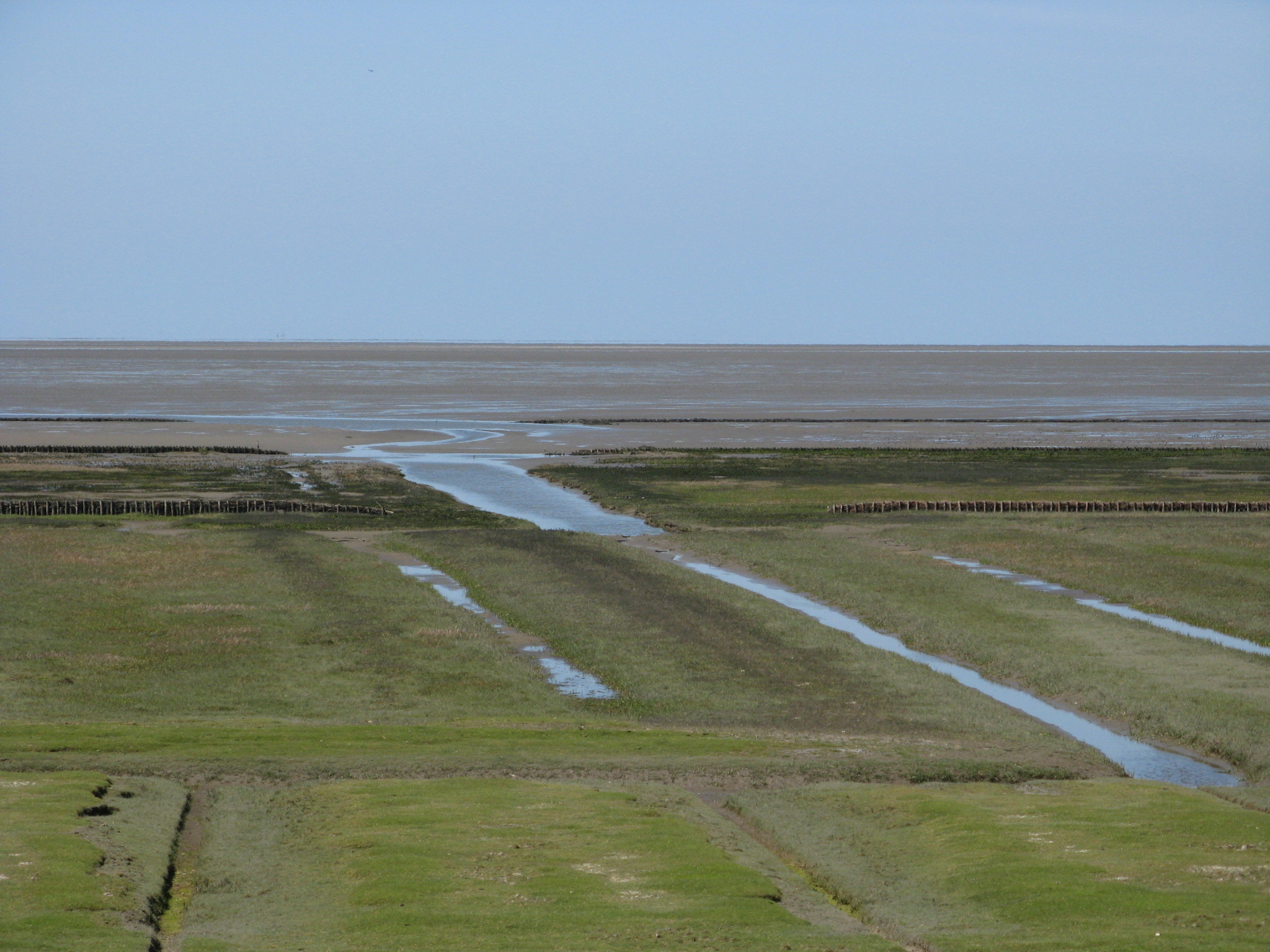
Deichvorland auf dem Gemeindegebiet

## Geografie
Der Koog entstand durch Eindeichung 1862. Die Gemeinde entstand 1934 aus einem Teil der Kirchspielslandgemeinde Wesselburen und hatte damals 313 Einwohner. Wesselburenerkoog liegt direkt an der Eidermündung in die Nordsee und bildet den südlichen Zugang zum Eidersperrwerk. Zu den eingedeichten Flächen gehörte das Vorland Hundeknöll, das später beim Bau des Eidersperrwerks offizieller Endpunkt des Sperrwerks wurde.

## Geschichte
Die Landschaft diente als – nicht vor der Nordsee geschütztes – Vorland. Auf dem von Prielen durchzogenen Gelände ließen die Wesselburener und Norddeicher Bauern ihre Schafe und andere Nutztiere weiden. Im Jahr 1819 bauten die Bauern Norddeichs an der höchsten Stelle, dem Platz des höchsten Quellers, einen Ringdeich, in dem sich eine Viehtränke befand. Der Deich, dessen Reste heute noch zu sehen sind, hatte einen Durchmesser von 200 Metern. Mit einer Höhe von 5,80 m war er etwas niedriger als reguläre Seedeiche zu dieser Zeit. Die Ringdeichtränke stellte sowohl die Frischwasserversorgung des Viehs sicher und schützte es ebenfalls vor Sturmfluten bis in den Herbst hinein. Auf den zwei Hektar Grund konnten etwa 1000 Schafe und Rinder untergebracht werden.
Am 1. April 1934 wurde die Kirchspielslandgemeinde Wesselburen aufgelöst. Alle ihre Dorfschaften, Dorfgemeinden und Bauerschaften wurden zu selbständigen Gemeinden/Landgemeinden, so auch Wesselburenerkoog.
Mit dem Bau des Eidersperrwerks in den 1970er Jahren wuchs die Gemeindefläche, die als Koog durch Landgewinnung erschaffen wurde, noch einmal um ein Stück. Die Gemeinde besitzt eine eigene Badestelle an der Nordsee, einen Campingplatz und seit 2003 auch eine Ferienhaussiedlung im skandinavischen Stil. Teile des geschützten Dithmarscher Eiderwatts gehören ebenfalls zum Gemeindegebiet.

## Politik

### Gemeindevertretung
Bei der Kommunalwahl am 14. Mai 2023 wurden insgesamt sieben Sitze vergeben. Diese fielen erneut alle an die Wählergemeinschaft Wesselburenerkoog. Die Wahlbeteiligung betrug 52,7 %.

## Söhne und Töchter der Gemeinde
- Theodor Wisch (* 13. Dezember 1907 in Wesselburenerkoog; † 11. Januar 1995 in Norderstedt), SS-Brigadeführer und Generalmajor der Waffen-SS